# Utilitarismo refinado
El utilitarismo refinado (también conocido como utilitarismo cualitativo) es una versión desarrollada del utilitarismo clásico, propuesta principalmente por el filósofo británico John Stuart Mill en el siglo XIX. A diferencia del utilitarismo original de Jeremy Bentham, que se centraba en la cantidad de placer producido por una acción, el utilitarismo refinado introduce una distinción cualitativa entre los placeres. Según esta perspectiva, no todos los placeres tienen el mismo valor, y algunos —en especial los de tipo intelectual, emocional y moral— son inherentemente superiores a los placeres puramente físicos.

## Origen y desarrollo
John Stuart Mill (1806–1873), filósofo y economista británico, elaboró su teoría en la obra Utilitarianism (1861), en la que abordó las limitaciones del modelo benthamiano. Mill propuso que la felicidad no se mide solo por la cantidad de placer, sino también por su calidad. Para ello, introdujo el criterio de los "jueces competentes", es decir, personas que han experimentado tanto placeres superiores como inferiores, y que por tanto están en mejor posición para valorar cuáles son más deseables.
Mill también amplió la noción de felicidad para incluir el concepto de florecimiento humano, haciendo énfasis en el desarrollo personal, la autonomía y la búsqueda de una vida con sentido, superando así el modelo hedonista de su predecesor.

## Comparación con el utilitarismo clásico
A diferencia del utilitarismo clásico de Bentham, que valoraba las acciones en función de la cantidad total de placer o dolor que generaban, el utilitarismo refinado considera que algunos placeres son intrínsecamente más valiosos que otros. Por ejemplo, los placeres derivados de la lectura, la filosofía o el altruismo serían superiores a los placeres corporales o inmediatos.
Esta distinción cualitativa se ha interpretado como una forma de mejorar el atractivo moral y filosófico del utilitarismo, al vincularlo con ideales de educación, virtud y progreso personal.

## Críticas
Pese a su mayor sofisticación conceptual, el utilitarismo refinado no está exento de críticas. Una de las principales objeciones es la subjetividad en la jerarquización de los placeres, ya que no siempre es claro ni universal qué constituye un placer "superior". Además, el acceso desigual a los placeres más elevados podría introducir una dimensión elitista en la teoría.
Desde una perspectiva más crítica, algunos filósofos como Gertrude Ezorsky han argumentado que el utilitarismo refinado, tal como es concebido por autores como Ronald Dworkin, no escapa del defecto fundamental del utilitarismo no refinado: su incapacidad para tomar los derechos individuales en serio. Ezorsky sostiene que, aunque Dworkin considera el utilitarismo refinado como una mejora decisiva, esta versión sigue implicando el sacrificio potencial de derechos en favor de la utilidad agregada. En algunos casos, incluso el utilitarismo clásico podría ofrecer respuestas más claras y coherentes.

## Influencia contemporánea
A pesar de las críticas, el utilitarismo refinado sigue teniendo una influencia importante en la ética contemporánea y en el diseño de políticas públicas. Su énfasis en la calidad de vida, el bienestar a largo plazo y el florecimiento humano lo convierten en una herramienta valiosa para abordar problemas complejos como la justicia social, la educación y la salud pública.